# Praezygaena agria
Praezygaena agria is een vlinder uit de familie bloeddrupjes (Zygaenidae). De wetenschappelijke naam van deze soort is voor het eerst geldig gepubliceerd in 1892 door Distant.
De soort komt voor in tropisch Afrika.